# Zabrđe, Pljevlja
Zabrđe este un sat din comuna Pljevlja, Muntenegru. Conform datelor de la recensământul din 2003, localitatea are 114 locuitori (la recensământul din 1991 erau 107 locuitori).

## Demografie
În satul Zabrđe locuiesc 95 de persoane adulte, iar vârsta medie a populației este de 40,6 de ani (39,5 la bărbați și 41,9 la femei). În localitate sunt 35 de gospodării, iar numărul mediu de membri în gospodărie este de 3,26.
Această localitate este populată majoritar de sârbi (conform recensământului din 2003).
|  |

| Demografie | Demografie | Demografie |
| An         | Locuitori  | Locuitori  |
| ---------- | ---------- | ---------- |
|            |            |            |
|            |            |            |
|            |            |            |
|            |            |            |
| 1948       | 88         |            |
| 1953       | 97         |            |
| 1961       | 95         |            |
| 1971       | 111        |            |
| 1981       | 98         |            |
| 1991       | 107        | 107        |
| 2003       | 114        | 114        |

| \| Componența etnică conform recensământului din 2003[2] \| Componența etnică conform recensământului din 2003[2] \| Componența etnică conform recensământului din 2003[2] \| Componența etnică conform recensământului din 2003[2] \| Componența etnică conform recensământului din 2003[2] \| \| ----------------------------------------------------- \| ----------------------------------------------------- \| ----------------------------------------------------- \| ----------------------------------------------------- \| ----------------------------------------------------- \| \| \| \| \| \| \| \| Sârbi \| Sârbi \| \| 76 \| 66,66% \| \| Muntenegreni \| Muntenegreni \| \| 35 \| 30,7% \| \| Iugoslavi \| Iugoslavi \| \| 1 \| 0,87% \| \| necunoscută \| necunoscută \| \| 0 \| 0% \| |              |  |    |        |
| Componența etnică conform recensământului din 2003 |              |  |    |        |
| |              |  |    |        |
| Sârbi | Sârbi        |  | 76 | 66,66% |
| Muntenegreni | Muntenegreni |  | 35 | 30,7%  |
| Iugoslavi | Iugoslavi    |  | 1  | 0,87%  |
| necunoscută | necunoscută  |  | 0  | 0%     |